# Onfroy IV de Toron
Onfroy IV de Toron, né vers 1166, mort après 1191, seigneur de Toron (1179-1183), puis d'Outre-Jourdain et de Montréal (1187-1189), fils d'Onfroy III de Toron et d'Étiennette de Milly. Il était également le beau-fils des second et troisième maris de sa mère, Miles de Plancy et Renaud de Châtillon.
Les Toron étaient une des premières familles croisées et membres de la faction des barons, à l'opposé des nouveaux venus qui venaient d'Europe pour combattre et s'allier à la famille royale. Onfroy devint seigneur de Toron à la mort de son grand-père Onfroy II de Toron.
En 1180, il devint fiancé d'Isabelle de Jérusalem, fille du roi Amaury Ier, à la condition que Toron soit annexé au royaume. En novembre 1183, Onfroy adolescent et Isabelle, âgée de onze ans furent mariés au krak de Montréal, qui fut peu après assiégé par Saladin. La mère d'Onfroy convainquit Saladin d'épargner la tour où vivaient les jeunes mariés, mais il continua à bombarder le reste du château. Baudouin IV de Jérusalem arriva alors avec son armée et fit lever le siège.
En 1186, quand Baudouin V mourut, Renaud de Châtillon tenta de convaincre Onfroy de prétendre au trône selon les droits de son épouse, que la reine douairière Marie et la faction Ibelin voulait couronner. Cependant, Onfroy, connu comme peu ambitieux et peu conflictuel, décrit comme calme et même efféminé, ne se pensa pas fait pour le trône. Il préféra soutenir Guy de Lusignan, le mari de Sibylle, la demi-sœur d'Isabelle, à qui il jura fidélité. Renaud et les autres familles suivirent son choix, et même les Ibelin, même si Guy était arrivé récemment d'Outremer.
Guy se révéla être un roi très médiocre, et Saladin envahit le royaume en 1187. Onfroy fut capturé à la bataille de Hattin, fut libéré et retourna au krak pour en préparer la défense. Il fut de nouveau capturé quand le krak tomba en 1189, mais recouvra la liberté.
Les barons de Jérusalem s'étaient résignés à accepter Guy de Lusignan comme roi à cause du manque d'autres candidats (dû à la défection d'Onfroy). En 1190 pendant la troisième croisade, l'archevêque de Pise et l'évêque de Beauvais annulèrent le mariage d'Isabelle et d'Onfroy, au prétexte qu'Isabelle n'avait pas l'âge requis et avait été contrainte par son demi-frère Baudouin IV. L'annulation était au profit de Conrad de Montferrat, qui voulait épouser Isabelle pour prétendre au trône. Onfroy et Isabelle formaient un couple soudé et Isabelle ne voulait pas se séparer et préférait Onfroy à Conrad plus âgé, mais Onfroy ne voulait pas de conflit avec les autres barons. Il fut aussi intimidé par un chevalier français, Guy de Senlis, qui le défia, défi qu'Onfroy ne releva pas. Conrad épousa Isabelle et obtint le trône, avec l'appui des Ibelins et des autres barons.
Onfroy combattit bientôt avec Richard Cœur de Lion, d'abord à la conquête de Chypre, puis contre Saladin. Parlant l'arabe, il participa aux pourparlers entre Richard et Saladin. En août 1191, il est également chargé par Richard d'exécuter l'ensemble des prisonniers musulmans fait à Saint-Jean-d'Acre, l'application des conditions de reddition s'éternisant au goût du roi d'Angleterre. En 1192, Conrad de Montferrat fut tué par des Assassins ; Richard et Onfroy, tout comme Saladin, furent suspectés d'avoir commandité le crime, sans que cela soit évident ni prouvé. Isabelle épousa Henri II de Champagne, malgré les protestations d'Onfroy qui estimait que l'annulation de son mariage n'était pas valable.
Il mourut peu après, et la seigneurie de Toron fut revendiquée par sa sœur Isabelle (mariée à Roupen III, prince d'Arménie). Cette revendication se transmit à la famille de Montfort, dont les membres furent seigneurs de Toron et de Tyr.

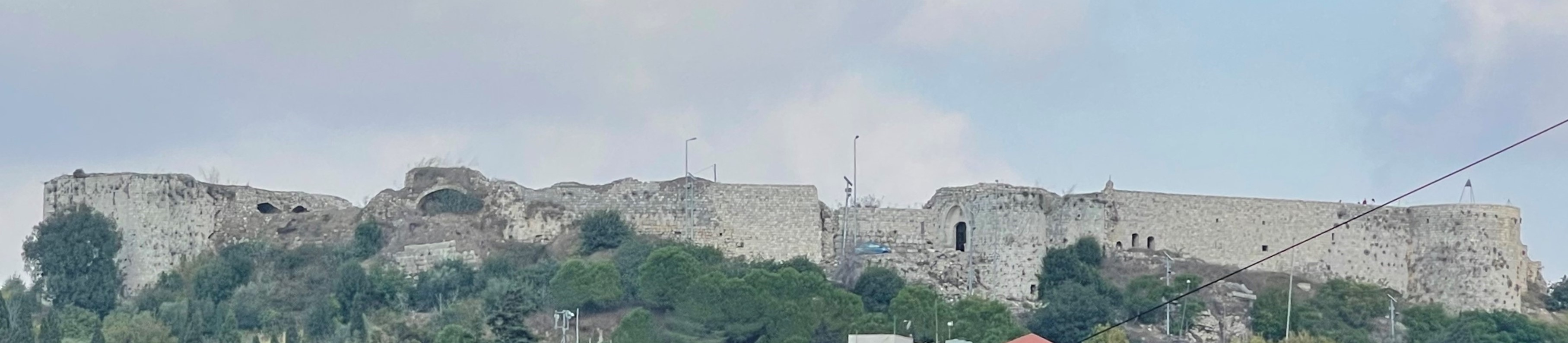
Vue de Toron des Chevaliers à Tibnine depuis le quartier ouest du village.